# 小行星3430
小行星3430（3430 Bradfield）是一颗绕太阳运转的小行星，为主小行星带小行星。该小行星于1980年10月9日发现。

## 轨道参数
小行星3430的轨道半长轴为2.7595375 UA，离心率为0.096。